# Complete Last Live
Complete Last Live (コンプリート・ラスト・ライブ Konpurīto Rasuto Raibu?) es el segundo de los dos álbumes dobles en vivo lanzados por la novedosa banda japonesa de heavy metal Animetal en 1999. Esta última versión fue lanzada antes de que la banda se sometiera a una pausa de dos años.

## Listado de canciones

### Disco 1
1. "Theme of Animetal II (Bloodshed's Eulogy Beautiful Song)" (アニメタルのテーマII (流血の讃美歌) Animetaru no Tēma Tsū (Ryūketsu no San Mi Ka)?)
2. "Getter Robo!" (ゲッターロボ！ Gettā Robo!?)
3. "Song of Tekkaman" (テッカマンの歌 Tekkaman no Uta?)
4. MC1
5. "Theme of Combattler V" (コン・バトラーVのテーマ Kon Batorā Bui no Tēma?)
6. "Fight! Casshan" (たたかえ！キャシャーン Tatakae! Kyashān?)
7. MC2
8. Animetal Summer Type 2 (アニメタル・サマー Type2 Animetal Samā Taipu Tsū?)
Covers de "Go Go Hyuma" (行け行け飛雄馬 Ike Ike Hyūma?, Star of the Giants), "Win Dokaben" (がんばれドカベン Ganbare Dokaben?), "Apache Baseball Army" (アパッチ野球軍 Apatchi Yakyūgun?), "Monarch! Samurai Giants" (王者！侍ジャイアンツ Ōja! Samurai Jaiantsu?), "With the Wind!" (風になれ！ Kaze ni Nare!?, Ganbare Genki), "Tomorrow's Joe" (あしたのジョー Ashita no Jō?).
  - "Apache Baseball Army" incorpora "Aces High" de Iron Maiden's
9. Guitar Solo
10. MC3
11. Space Sheriff Medley (宇宙刑事メドレー Uchū Keiji Medorē?)
Covers de "Space Sheriff Gavan" (宇宙刑事ギャバン Uchū Keiji Gyaban?), "Space Sheriff Sharivan" (宇宙刑事シャリバン Uchū Keiji Shariban?), y "Space Sheriff Shaider" (宇宙刑事シャイダー Uchū Keiji Shaidā?)
  - Riff de guitarra inicial y final de "Space Sheriff Gavan" está basada en "Rising Force" de Yngwie Malmsteen's. "Space Sheriff Shaider" los riff de guitarra de la opertura incorpora "The Trooper" de Iron Maiden's
12. MC4
13. Animetal Marathon II Medley (アニメタル・マラソンIIメドレー Animetaru Marason Tsū Medorē?)
Covers de "Kikaider 01" (キカイダー０１ Kikaidā Zero Wan?), "Oh Wind, Oh Light" (風よ光よ Kaze yo Hikari yo?, Kaiketsu Lion-Maru), "Tetsujin Tiger Seven" (鉄人タイガーセブン Tetsujin Taigā Sebun?), "Wild 7" (ワイルドセブン Wairudo Sebun?), "Our Barom One" (ぼくらのバロム１ Bokura no Baromu Wan?), "Shining Sun Kagestar" (輝く太陽カゲスター Kagayaku Taiyō Kagesutā?,  The Kagestar (ザ・カゲスター Za Kagesutā?)), "Iron King" (アイアンキング Aian Kingu?), y "Kagaku Sentai Dynaman" (科学戦隊ダイナマン Kagaku Sentai Dainaman?)
  - Solo de bajo a cabo entre "Our Barom One" y "Shining Sun Kagestar"
14. MC5
15. Flower (Shinomori Aoshi's Theme) ~ A cappella (華（四乃森蒼紫のテーマ）～アカペラ Hana (Shinomori Aoshi no Tēma)~ akapera?, Rurouni Kenshin)
16. MC6
17. "Genius! Song of Dr. Kishiwada" (天才！岸和田博士のうた Tensai! Kishiwada-hakase no Uta?)
18. MC7
19. Eizo Sakamoto's Acoustic Corner 1 (坂本英三アコースティック・コーナー 1 Sakamoto Eizō Akōsutikku Kōnā Wan?)
covers acústicos de "Song of Voltes V" (ボルテスVの歌 Borutesu Bui no Uta?), "Diamond Eye" (ダイヤモンドアイ Daiyamondo Ai?), y "Space Ironmen Kyodyne" (宇宙鉄人キョーダイン Uchū Tetsujin Kyōdain?)

### Disco 2
1. Eizo Sakamoto's Acoustic Corner 2 (坂本英三アコースティック・コーナー 2 Sakamoto Eizō Akōsutikku Kōnā Tsū?)
covers acústicos de "J.A.K.Q. Dengekitai" (ジャッカー電撃隊 Jakkā Dengekitai?), #"Sōgen no Marco" (草原のマルコ Sōgen no Maruko?, "Marco's Grassland", 3000 Leagues in Search of Mother), y "Bara wa Utsushiku Chiru" (薔薇は美しく散る?  "The Roses Fall Beautifully", The Rose of Versailles)
2. MC8
3. "Galaxy Express 999" (銀河鉄道９９９ Ginga Tetsudō Surī Nain?)
4. MC9
5. Sentimetal Type 2 (センチメタル Type2 Senchimetaru Taipu Tsū?)
Covers de "Devilman Is Somewhere Today" (今日もどこかでデビルマン Kyō mo Doko kade Debiruman?), "Go! Combattler V" (行け！コン・バトラーV Yuke! Konbatorā Bui?), "Lupin III #1" (ルパン三世その１ Rupan Sansei Sono Ichi?), y "Scarlet Scarf" (真赤なスカーフ Makkana Sukāfu?, Space Battleship Yamato), y "Soldiers of Sorrow" (哀・戦士 Ai Senshi?, Sochiku Films' Mobile Suit Gundam II: Soldiers of Sorrow)
  - "Soldiers of Sorrow" incorpora "The Number of the Beast" de Iron Maiden's
6. Tokusatsu de Ikou! Type 2 (特撮でいこう！ Type2 Tokusatsu de Ikō! Taipu Tsū?)
Covers de "Let's Go!! Rider Kick (レッツゴー！！ライダーキック Rettsu Gō!! Raidā Kikku?), "Fight! Kamen Rider V3" (戦え！仮面ライダーV3 Tatakae! Kamen Raidā Bui Surī?), "Setup! Kamen Rider X" (セタップ！仮面ライダーX Setappu! Kamen Raidā Ekkusu?), Amazon Rider is Here (アマゾンライダーここにあり Amazon Raidā Koko ni Ari?), "Song of Kamen Rider Stronger" (仮面ライダーストロンガーのうた Kamen Raidā Sutorongā no Uta?), y "Burn! Kamen Rider (燃えろ！仮面ライダー Moero! Kamen Raidā?)
7. MC10
8. "Mazinger Z" (マジンガーZ Majingā Zetto?)
9. "Song of Steel Jeeg" (鋼鉄ジーグのうた Kōtetsu no Jīgu no Uta?)
10. "Himitsu Sentai Goranger" (秘密戦隊ゴレンジャー Himitsu Sentai Gorenjā?)
11. MC11 Encore 1 (アンコール 1 Ankōru Wan?)
12. "Proof of Courage" (勇気の証 Yūki no Akashi?)
13. MC12
14. This Is Animetal
Covers de "Space Battleship Yamato" (宇宙戦艦ヤマト Uchū Senkan Yamato?), "Triton of the Sea" (海のトリトン Umi no Toriton?), "I am Great Mazinger" (おれはグレートマジンガー Ore wa Gurēto Majingā?), "Fight! Polymar" (戦え！ポリマー Tatakae! Porimā?), "Tiger Mask" (タイガーマスク Taigā Masuku?), "Babel II" (バビル２世 Babiru Nisei?), and "For Who's Sake" (誰がために Taga Tame ni?, Cyborg 009)
15. "Song of Devilman" (デビルマンのうた Debiruman no Uta?)
16. MC13 Encore 2 (アンコール 1 Ankōru Tsū?)
17. "Song of Gatchaman" (ガッチャマンの歌 Gatchaman no Uta?)
18. (終演後ガヤ Shūen-go Gaya?)
19. "Ending Theme of Animetal (The Last Lullaby)" (アニメタルのエンディング・テーマ(最期の子守唄) Animetaru no Endingu Tēma (Saigo no Komoriuta)?)

## Créditos
- Eizo Sakamoto (坂本 英三 Sakamoto Eizō?) - Voz
- She-Ja (屍忌蛇 Shiija?) - Guitarra
- Masaki - Bajo

con
- Katsuji - Batería